# Gauliga Mitte 1942/43
De Gauliga Mitte 1942/43 was het tiende voetbalkampioenschap van de Gauliga Mitte. SV Dessau 05 werd kampioen en plaatste zich voor de eindronde om de Duitse landstitel. De club verloor in de eerste ronde van Dresdner SC.

## Eindstand
| Plaats | Club                  | Wed. | W  | G | V  | Saldo  | Ptn.  |
| ------ | --------------------- | ---- | -- | - | -- | ------ | ----- |
| 1.     | SV Dessau 05          | 18   | 16 | 1 | 1  | 104:20 | 33:03 |
| 2.     | SpVgg 02 Erfurt       | 18   | 9  | 3 | 6  | 35:31  | 21:15 |
| 3.     | Hallescher FC Wacker  | 18   | 9  | 2 | 7  | 44:46  | 20:16 |
| 4.     | FV Sportfreunde Halle | 18   | 9  | 1 | 8  | 44:45  | 19:17 |
| 5.     | 1. SV 03 Jena         | 18   | 8  | 1 | 9  | 42:38  | 17:19 |
| 6.     | Dessauer SV 98        | 18   | 7  | 3 | 8  | 47:61  | 17:19 |
| 7.     | VfL Halle 1896        | 18   | 6  | 3 | 9  | 54:48  | 15:21 |
| 8.     | SC Erfurt 1895        | 18   | 6  | 2 | 10 | 21:36  | 14:22 |
| 9.     | 1. SV Gera 04         | 18   | 6  | 2 | 10 | 22:62  | 14:22 |
| 10.    | SpVg Zeitz 1910       | 18   | 4  | 2 | 12 | 32:58  | 10:26 |

|  | Kampioen, geplaatst voor nationale eindronde |
|  | Degradatie naar Bezirksliga                  |

## Promotie-eindronde
| Plaats | Club                                      |
| ------ | ----------------------------------------- |
| 1.     | KSG Reichsbahn SG Merseburg/VfL Merseburg |
| 2.     | FC Preußen 02 Burg                        |
| 3.     | LSV Nordhausen                            |

|  | Promotie naar Gauliga Mitte 1943/44 |